# Octomagelona bizkaiensis
Octomagelona bizkaiensis é uma espécie de anelídeo pertencente à família Magelonidae.
A autoridade científica da espécie é Aguirrezabalaga, Ceberio & Fiege, tendo sido descrita no ano de 2001.
Trata-se de uma espécie presente no território português, incluindo a sua zona económica exclusiva.